# 홍춘
홍춘(중국어: 宏村, 굉촌)은 중국 안후이성 남부의 황산 아래에 있는 마을로 명청 시대의 역사적 건축양식을 그대로 간직하고 옛 촌락이다. 휘저우 민거의 전형적인 양식을 그대로 간적하고 있다. 2000년 세계문화유산으로 등록되었으며, 2001년 전국중점문물보호단위의 하나로 지정되었다. 2003년에는 중국역사문화명촌의 칭호를 받았다.

## 개요
홍춘은 안후이성 남부의 이현 현성 동북쪽으로 11 km 밖에 위치하고 있다. 총면적은 28만 평방킬로 미터이다. 이 촌락이 시작된 것은 1113년 북송 정화 3년에 건설되었고, 처음에는 저홍춘(作弘村)이라고 불렸으며, 왕(汪)씨 가족이 집단촌락을 이루면서 살고 있었다. 명나라 빙정 연간에 마을의 족장이 새로 건물을 증축하여 대규모의 공사를 진행하였으며, 물을 마을로 끌어들였다. 청나라 중기에 대규모의 보수공사가 이루어졌고, 건륭제는 홍춘이라는 이름을 지어주었다. 지금도 촌락 내에는 명청시대의 고건축물이 잘 보존되어 남아있다. 그 중 명대의 건축물이 1개가 있고, 청대의 건축물은 102동이 남아 있다. 중화민국 시기에 34동이 건축되었고, 잘 보존되어 현재 휘저우 거주양식의 대표적인 전형이 되었다.
홍춘의 가장 큰 특징은 용수로 시스템이다. 촌락민들은 서쪽의 허수에서 마을로 물을 끌어다가 공급을 한다. 말을 마을로 끌어들이기 위해 1m 너비로 수로를 파고 아홉굽이를 만들어 물을 끌어와 각 가정에 생활용수를 제공한다. 동시에 이것은 온도 조절 기능까지 되어 마을의 아름다운 환경을 가꾸는데 일조를 하였다. 촌락의 중앙부에 하수로를 반월형으로 파서 처리하였다. 또한 남쪽에는 화살 모양의 남호가 있어, 홍춘만의 독특한 스타일일 만들고 있다.
마을의 또 다른 특색으로는 소 모양의 시장이 있으며, 뢰강산은 소머리 모양을 하고 있고, 촌 입구에는 소뿔모양의 오래된 나무 두 그루가 있다.

## 같이 보기
- 중국의 세계유산
- 시디춘 (서체촌)